# Orchestra del Gewandhaus di Lipsia
L'Orchestra del Gewandhaus di Lipsia (in tedesco Gewandhausorchester e Leipzig Gewandhaus Orchestra nella diffusa dizione inglese) è un'orchestra sinfonica tedesca con sede a Lipsia. Prende il nome dalla sua sala da concerto, il Gewandhaus.

## Storia dell'orchestra
Orchestra tra le più antiche e prestigiose del mondo, fu fondata originariamente nel marzo del 1743 come «Società dei concerti» da sedici ricchi mercanti della città sassone e manteneva nelle sue file sedici musicisti professionisti fissi. Nel 1781 l'orchestra si trasferì nella nuova grande sala da cinquecento posti appositamente costruita, che prende il nome dal luogo ove prima sorgeva un grande mercato pubblico di abiti (Gewandhaus, ossia «casa dei panni»), nome che poi venne esteso all'orchestra stessa. Il ruolo di Gewandhauskapellmeister ( «maestro di cappella del Gewandhaus» ) fu affidato a Johann Adam Hiller e l'orchestra acquisì rilevanza nazionale. Wolfgang Amadeus Mozart vi suonò nel 1789 e i primi anni dell'Ottocento ospitarono le prime esecuzioni dopo Vienna dei grandi oratori di Haydn La Creazione e Le stagioni e successivamente molte delle sinfonie di Beethoven.
Nel 1835 il grande compositore Felix Mendelssohn Bartholdy divenne direttore dell'orchestra, portandola a livelli di eccellenza assoluta e introducendo concerti d'impronta «storica», con la riscoperta di antichi capolavori dimenticati. Nel 1860 iniziarono i 35 anni della direzione di un altro importante musicista, il compositore e pianista Carl Reinecke, che mantenne una gestione tradizionalista nelle scelte di repertorio. Nel 1884, per soddisfare le esigenze di un'orchestra ormai consolidata e di un pubblico crescente, fu costruita una nuova enorme sala da 1500 posti, in cui l'orchestra si trasferì l'anno seguente. Nel 1895 cominciò la lunga gestione del grande direttore Arthur Nikisch, durata sino al 1922, durante la quale l'orchestra propose cicli completi delle nove sinfonie di Beethoven, delle quattro di Brahms e delle nove di Bruckner, orientando la sua attenzione anche ai compositori contemporanei (Reger, Richard Strauss, Čajkovskij e successivamente Schönberg).
Dopo Nikish, altri tre leggendari direttori diventarono Gewandhauskapellmeister: Wilhelm Furtwängler dal 1922 al 1928, Bruno Walter dal 1929 al 1933 e Hermann Abendroth dal 1934 sino al 1945. Durante la seconda guerra mondiale, nel 1944, la sala Gewandhaus costruita nel 1884 era stata rasa al suolo dai bombardamenti alleati, come gran parte del centro di Lipsia. Dopo la guerra, l'orchestra è stata guidata da Franz Konwitschny, Václav Neumann, Heinz Bongartz. Dal 1970 al 1996 ci fu la lunga gestione di Kurt Masur, dopo la quale la direzione passò ad Herbert Blomstedt e, dal 2005, a Riccardo Chailly.
Nel 1981 fu ricostruita la sala Gewandhaus, questa volta con 1900 posti, in forma di modernissimo anfiteatro e dominata dal grande organo Schuke (92 registri e 6638 canne).
L'orchestra del Gewandhaus di Lipsia, operando ininterrottamente dal 1743, aspira al titolo di orchestra più antica del mondo, sebbene altre orchestre europee rivendichino questo primato (per esempio, la Sächsische Staatskapelle Dresden, la filarmonica di Bergen, Norvegia e l'Orchestra Reale Danese).

## Direttori principali
- Andris Nelsons (2017–)
- Riccardo Chailly (2005–2016)
- Herbert Blomstedt (1998–2005)
- Kurt Masur (1970–1996)
- Václav Neumann (1964–1968)
- Franz Konwitschny (1949–1962)
- Herbert Albert (1946–1949)
- Hermann Abendroth (1934–1945)
- Bruno Walter (1929–1933)
- Wilhelm Furtwängler (1922–1928)
- Arthur Nikisch (1895–1922)
- Carl Reinecke (1860–1895)
- Julius Rietz (1848–1854)
- Ferdinand Hiller (1843–1844)
- Felix Mendelssohn (1835–1843)
- Christian August Pohlenz (1827–1835)
- Johann Gottfried Schicht (1810–1827)
- Johann Philipp Christoph Schulz (1785–1810)
- Johann Adam Hiller (1781–1785)

## Discografia parziale
Nel 2010 l'album Rhapsody in Blue - Concerto in F (album diretto da Riccardo Chailly con Stefano Bollani e la Gewandhausorchester Leipzig) entra direttamente all'8º posto della classifica pop italiana e diventa disco di platino vendendo 100.000 copie.
- Bach, Conc. brand. n. 1-6 (Live, Lipsia, 22-23.11.2007) - Chailly/GOL, 2007 Decca
- Bach, Conc. clvc. BWV 1052-1056 - Bahrami/Chailly/GOL, 2010 Decca
- Bach, Conc. clvc. BWV 1052-1056 + Bonus cd con registrazioni live - Bahrami/Chailly/GOL, 2009/2010 Decca
- Bach, Oratorio di Natale - Biller/GOL/Schlick/Pregardien, 1998 Philips
- Bach, Oratorio di Natale (Live, Gewandhaus Lipsia, gennaio 2010) - Chailly/GOL/Coro Camera Dresda, Decca
- Bach, Passione Matteo - Chailly/GOL, 2009 Decca
- Beethoven: Piaño Concertos Nos. 1 & 3 - Gerhard Oppitz/Gewandhausorchester Leipzig, 1994 BMG
- Beethoven: Piano Concertos Nos. 4 & 5 - Gerhard Oppitz/Gewandhausorchester Leipzig, 1996 BMG/RCA
- Beethoven, Conc. pf. n. 5 'Imperatore' - Freire/Chailly/GOL, 2014 Decca
- Beethoven, Conc. triplo/Fant. op. 80/Coriolano/Egmont - Beaux Arts/Masur/GOL, Decca
- Beethoven, Sinf. n. 1-9/Ouvertures - Chailly/GOL (live), 2011 Decca
- Beethoven, Sinf. n. 1-9/Ouvertures/Triplo conc./Fant. corale/Conc. vl. - Masur/GOL, 1974/1993 Decca
- Beethoven: Fidelio - Kurt Masur/Gewandhausorchester Leipzig/Siegfried Jerusalem, 1981 BMG
- Brahms, Conc. pf. n. 1-2 - Freire/Chailly/GOL, 2006 Decca
- Brahms, Conc. vl./Conc. vl. e vlc. - Repin/Mork/Chailly/GOL, 2008 Deutsche Grammophon
- Brahms, Seren. n. 1-2 - Chailly/GOL, 2014 Decca
- Brahms, Sinf. n. 1, 3 - Chailly/GOL, 2012 Decca
- Brahms, Sinf. n. 1-4/Ouvertures/Var. Haydn/ Fantasie op. 116/Intermezzi op. 117 - Chailly/GOL, 2012/2013 Decca
- Brahms, Sinf. n. 2, 4 - Chailly/GOL, 2012 Decca
- Bruch, Conc. vl. - Accardo/Masur/GOL, Philips
- Bruch, Sinf. n. 1-3/Romanze - Accardo/Masur/GOL, 1977/1988 Philips
- Bruch & Mendelssohn: Violin Concertos - Gewandhausorchester Leipzig/Maxim Vengerov, 1993 Teldec
- Bruckner, Sinf. n. 3 (Live, Lipsia, giugno 2016) - Nelsons/GOL, Deutsche Grammophon
- Gershwin, Rhapsody in Blue - Concerto in F/Catfish Row/Rialto Ripples - Bollani/Chailly/GOL, 2010 Decca
- Liszt: Les Préludes, Mephisto-Walzer, Orpheus, Mazeppa - Eberhard Geiger/Gewandhausorchester Leipzig/Kurt Masur, 1993 EMI/Warner
- Liszt: Works for Piano & Orchestra - David Mottley/Gewandhausorchester Leipzig/Kurt Masur/Michel Béroff/Robert MacLeod, 1990 EMI/Warner
- Mendelssohn, Conc. pf. n. 1-2/Var. sérieuse - Thibaudet/Blomstedt/GOL, 1997 Decca
- Mendelssohn, Conc. pf. n. 3/Sinf. n. 3 (vers. 1842)/Ebridi (vers. 1830) - Prosseda/Chailly/GOL, 2009 Decca
- Mendelssohn: Piano Concerto No. 1 & 2 - Capriccio brillant - Cyprien Katsaris/Gewandhausorchester Leipzig/Kurt Masur, 1999 Teldec
- Mendelssohn, Sogno di una notte/Conc. per pf. n. 1 e 2/Ruy Blas vers. 1839 - Chailly/GOL/Ashkar, 2013 Decca
- Mendelssohn, Sogno di una notte/Sinf. n. 2 Lobgesang - Chailly/GOL (live, 02.09.2005), Decca
- Mendelssohn: Symphony No. 2 "Hymn of Praise" - Barbara Bonney/Gewandhausorchester Leipzig/Kurt Masur/Leipzig Radio Chorus/Michael Schönheit, 1994 Teldec
- Mendelssohn: Symphonies Nos. 3 & 4 - Gewandhausorchester Leipzig/Kurt Masur, 1988 Teldec
- Mendelssohn - Bruch, Conc. vl./Conc. vl. n. 1/Romance viola - Jansen/Chailly/GOL, 2006 Decca
- Prokofiev: Alexander Nevsky & Scythian Suite - Gewandhausorchester Leipzig/Kurt Masur, 1991 Teldec
- Prokofiev: Piano Concertos - Gewandhausorchester Leipzig/Kurt Masur/Michel Béroff/Michel Portal/Parrenin Quartet, 1988 EMI/Warner
- Schumann, Sinf. n. 1-4 (arrangiamento di Mahler) - Chailly/GOL, 2006/2007 Decca
- Strauss, R. - Vier letzte Lieder/Lieder - Norman/Masur/GOL, 1982 Philips
- Tchaikovsky: Manfred Symphony, Op. 58 - Gewandhausorchester Leipzig/Kurt Masur, 1992 Teldec
- Tchaikovsky: Symphony No. 5 - Gewandhausorchester Leipzig/Kurt Masur, 1988 Teldec
- Tchaikovsky: Symphony No. 6 "Pathétique" - Gewandhausorchester Leipzig/Kurt Masur, 1987 Teldec
- Weber: Clarinet Concertos Nos. 1 & 2 - Gewandhausorchester Leipzig/Kurt Masur/Sharon Kam, 1996 Teldec
- Bollani Chailly, Sounds of the 30's/Musica degli anni 30 - Ravel/Stravinsky/Weill/De Sabata, 2011 Decca